# Hægebostad
Gmina Hægebostad (norw. Hægebostad kommune) – norweska gmina leżąca w regionie Agder. Jej siedzibą jest miasto Tingvatn.
Hægebostad jest 218. norweską gminą pod względem powierzchni.

## Demografia
Według danych z roku 2005 gminę zamieszkuje 1594 osób. Gęstość zaludnienia wynosi 3,46 os./km². Pod względem zaludnienia Hægebostad zajmuje 361. miejsce wśród norweskich gmin.
| ludność stan na 1 stycznia 2005 |         |           |       |
|                                 | kobiety | mężczyźni | razem |
| osób                            | 818     | 776       | 1594  |
| %                               | 51,32%  | 48,68%    | 100%  |

| wykształcenie stan na 1 października 2004 |        |         |        |        |
|                                           | podst. | średnie | wyższe | niezn. |
| osób                                      | 273    | 769     | 160    | 31     |
| %                                         | 22,14% | 62,37%  | 12,98% | 2,51%  |

## Edukacja
Według danych z 1 października 2004:
- liczba szkół podstawowych (norw. grunnskolar): 2
- liczba uczniów szkół podst.: 191

## Władze gminy
Według danych na rok 2011 administratorem gminy (norw. rådmann) jest Ivan Sagebakken, natomiast burmistrzem (norw. ordfører, d. borgermester) jest John Fidjeland.